# Julio Franco Arango
Julio Franco Arango (* 3. März 1914 in Támesis; † 16. September 1980) war ein kolumbianischer römisch-katholischer Geistlicher und Bischof von Duitama.

## Leben
Julio Franco Arango empfing am 20. November 1938 das Sakrament der Priesterweihe.
Am 4. Juni 1964 ernannte ihn Papst Paul VI. zum Bischof von Duitama. Der Apostolische Nuntius in Kolumbien, Erzbischof Giuseppe Paupini, spendete ihm am 15. August desselben Jahres die Bischofsweihe; Mitkonsekratoren waren der Erzbischof von Manizales, Arturo Duque Villegas, und der Erzbischof von Cali, Alberto Uribe Urdaneta. Franco Arango nahm an der dritten und vierten Sitzungsperiode des Zweiten Vatikanischen Konzils teil.